# 카보베르데 풋볼 챔피언십
카보베르데 풋볼 챔피언십(Cape Verdean Football Championship) 또는 캄페오나투 캐버디아노 데 풋볼(Campeonato Caboverdiano de Futebol)은 1976년 카보베르데에서 창설된 축구 대회이다. 당시 섬이 포르투갈 제국의 재배되었던 1953년에 지역 챔피언십이 처음 설립된 것을 기원으로 한다.